# Symbolische Dynamik
Die Symbolische Dynamik ist ein Zweig der Theorie dynamischer Systeme, in dem Methoden der Formalen Sprachen (Grammatiktheorie, Automatentheorie, Komplexitätstheorie) und der Theorie stochastischer Prozesse zur Anwendung kommen.
Der Ausgangspunkt der symbolischen Dynamik ist ein zeitdiskretes dynamisches System {\displaystyle (X,\Phi )} mit Zustandsraum {\displaystyle X} und Fluss {\displaystyle \Phi \colon \mathbb {T} \times X\to X}, wobei {\displaystyle \mathbb {T} } entweder gleich {\displaystyle \mathbb {N} } oder für reversible Dynamik gleich {\displaystyle \mathbb {Z} } ist. Durch eine Partition des Zustandsraums {\displaystyle X} in eine endliche Anzahl von n Teilmengen {\displaystyle A_{1},A_{2},\dots A_{n}} gewinnt man eine Vorschrift, wie eine Anfangsbedingung {\displaystyle x_{0}\in X} auf eine Symbolsequenz abzubilden ist:
Weise der Anfangsbedingung {\displaystyle x_{0}} ein Symbol {\displaystyle a_{k_{0}}} zu, wenn {\displaystyle x_{0}\in A_{k_{0}}}, weise dann dem Folgezustand {\displaystyle x_{1}=\Phi (1,x_{0})} ein Symbol {\displaystyle a_{k_{1}}} zu, wenn {\displaystyle x_{1}\in A_{k_{1}}}, kurz: Weise dem Zustand {\displaystyle x_{t}=\Phi (t,x_{0})} ein Symbol {\displaystyle a_{k_{t}}} zu, wenn {\displaystyle x_{t}\in A_{k_{t}}}. Die Folge der von der Bahnkurve {\displaystyle \{x_{t}|t\in \mathbb {T} \}} durchzogenen Teilmengen kann dann als Symbolsequenz {\displaystyle s=a_{k_{0}}.a_{k_{1}}a_{k_{2}}a_{k_{3}}\dots } mit Symbolen {\displaystyle a_{k_{t}}\in \mathbf {A} } angesehen werden. Dabei ist {\displaystyle \mathbf {A} } ein endliches Alphabet bestehend aus so vielen Symbolen wie es Teilmengen der Partition gibt.
Abhängig von der Zeitmenge {\displaystyle \mathbb {T} } erhält man entweder einseitig unendliche Symbolsequenzen {\displaystyle s=s_{0}.s_{1}s_{2}\dots }, wenn {\displaystyle \mathbb {T} =\mathbb {N} } (engl. one-sided shifts), oder zweiseitig unendliche Symbolsequenzen {\displaystyle s=\dots s_{-2}s_{-1}s_{0}.s_{1}s_{2}\dots }, wenn {\displaystyle \mathbb {T} =\mathbb {Z} } (engl. two-sided shifts). Der Punkt nach {\displaystyle s_{0}} kennzeichnet üblicherweise die Anfangsbedingung. Die Menge der Symbolsequenzen, der Zustandsraum der symbolischen Dynamik, wird dann {\displaystyle \Sigma =\mathbf {A} ^{\mathbb {N} }} (einseitig), bzw. {\displaystyle \Sigma =\mathbf {A} ^{\mathbb {Z} }} geschrieben. Die obige Konstruktionsvorschrift einer Symbolsequenz entspricht dann einer Abbildung {\displaystyle \pi \colon X\to \Sigma }, so dass {\displaystyle \pi (x_{0})=s}, wenn {\displaystyle \Phi (t,x_{0})\in A_{k_{t}}}, wobei der Teilmenge {\displaystyle A_{k_{t}}} der Partition das Symbol {\displaystyle a_{k_{t}}\in \mathbf {A} } zugeordnet ist.
Zwischen den symbolischen Darstellungen einer Anfangsbedingung {\displaystyle x_{0}} und ihrer ersten Iteration {\displaystyle x_{1}=\Phi (1,x_{0})} besteht ein simpler Zusammenhang: Während {\displaystyle x_{0}} durch die Sequenz {\displaystyle s=s_{0}.s_{1}s_{2}s_{3}\dots } dargestellt wird, beginnt die Konstruktion der Symbolsequenz für {\displaystyle x_{1}} mit dem Symbol {\displaystyle s_{1}}. Daher wird {\displaystyle x_{1}} durch die Folge {\displaystyle s'=s_{1}.s_{2}s_{3}s_{4}\dots } dargestellt. {\displaystyle s'} unterscheidet sich also von {\displaystyle s} dadurch, dass alle Symbole in {\displaystyle s} um eine Stelle nach links (oder der Punkt um eine Stelle nach rechts) gerückt sind. Daher gibt es eine Abbildung auf dem Raum der Symbolsequenzen {\displaystyle \sigma \colon \Sigma \to \Sigma }, mit {\displaystyle \sigma (s)=s'}. Die Abbildung {\displaystyle \sigma } wird Linksverschiebung (engl. left-shift) genannt. {\displaystyle (\Sigma ,\sigma )} heißen symbolische Dynamik. Zwischen dem ursprünglichen System {\displaystyle (X,\Phi )} und der symbolischen Dynamik {\displaystyle (\Sigma ,\sigma )} besteht der Zusammenhang {\displaystyle \pi \circ \Phi =\sigma \circ \pi }.